# Iljaz Reka
Iljaz Reka (* 6. Dezember 1924 im Kreis Dibra; † 27. Dezember 1975) war ein albanischer Politiker der Partei der Arbeit Albaniens.

## Leben
1950 wurde Iljaz Reka erstmals zum Abgeordneten der Volksversammlung (Kuvendi Popullor) gewählt und gehörte dieser als Vertreter für den Kreis Durrës von der sechsten bis zum Ende der achten Wahlperiode 1978 an.
Unmittelbar darauf wurde er am 5. Juli 1950 als Nachfolger von Gaqo Tashko Landwirtschaftsminister, verlor dieses Amt jedoch am 6. September 1951 an Hysni Kapo. Später war er auch zeitweise 1. Vizeminister für Landwirtschaft.
Vom 25. September 1973 bis zum 27. Dezember 1975 war Reka Präsident der Volksversammlung.